# Poecilasthena schistaria
Poecilasthena schistaria là một loài bướm đêm trong họ Geometridae.